# Champdeniers-Saint-Denis
Champdeniers-Saint-Denis commune in the Deux-Sèvres department in the Nouvelle-Aquitaine region in western Pháp. Xã này nằm ở khu vực có độ cao trung bình 120 mét trên mực nước biển.